# Bátmonostor
Bátmonostor è un comune dell'Ungheria situato nella contea di Bács-Kiskun, nell'Ungheria meridionale di 1 574 abitanti (dati 2009)

## Società

### Evoluzione demografica
Secondo i dati del censimento 2001 il 96,8% degli abitanti è di etnia ungherese, l'1,2% di etnia tedesca